# 다이도쿠인 영묘

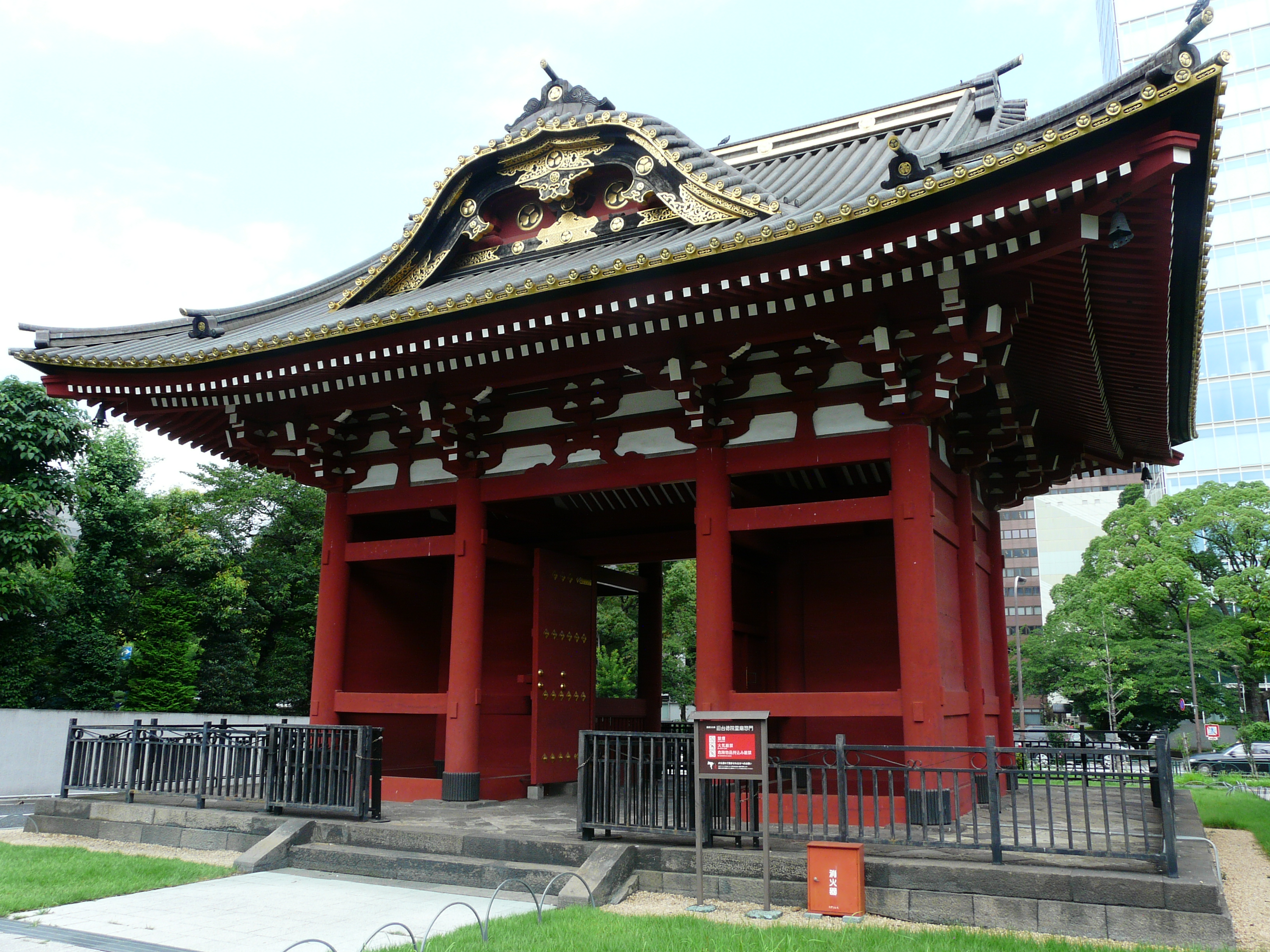

다이도쿠인 영묘(일본어: 台徳院霊廟)는 에도 막부 제2대 정이대장군 도쿠가와 히데타다(徳川秀忠)의 영묘로서 조죠지(増上寺)에 조성되었다. 에도 시대 초기를 대표하는 호화로운 조각의 건축물로 유명하였지만 1945년 도쿄 대공습에 의해 소실되었다.

## 역사
에도 막부 2대 쇼군 도쿠가와 히데타다가 간에이 9년 1월 24일(1632년 3월 14일)에 사망하자 영묘를 조죠지 경내 남측에 조성하였다. 영묘의 건립은 같은 해 2월부터 시작되어 7월에 본전의 상량식이 거행되었다. 영묘는 1930년 5월 23일에 당시 국보보존법(国宝保存法)에 근거하여 국보로 지정되었다. 1945년에 공습으로 대부분의 건물이 소실되었다. 히데타다의 묘는 1958년에 발굴 조사를 한 후에 이장되어 현재는 조죠지 안국전(安国殿) 뒤편의 도쿠가와 가문 묘소에 묘탑이 건립되어 있다.

## 같이 보기
- 도쿠가와 가문 영묘